# Tasto
Tasto est un quartier du district Maaria-Paattinen à Turku en Finlande,.

## Description
Tasto est situé est situé sur le côté est du bassin endigué de Maaria de la rivière Vähäjoki, entre le bassin de Maaria (fi) et la frontière de Lieto.
Dans la partie sud de Tasto se trouve le village de Haihu et à l'est Kanahaka.
Dans le nord de Tasto une forêt borde le bassin de Maaria près du pont de Myllyoja (fi).